# McCook (Illinois)
McCook – wieś w Stanach Zjednoczonych, w stanie Illinois, w hrabstwie Cook.